# Chrysler Building
Het Chrysler Building is een wolkenkrabber in de Amerikaanse stad New York, die in de periode van 1928 tot en met 1930 gebouwd werd. Het is door William van Alen ontworpen voor de projectontwikkelaar William H. Reynolds, de bedenker van Dreamland. Het ontwerp werd later door Reynolds verkocht aan Walter Chrysler als een toekomstig hoofdkantoor voor zijn autoconcern. Sinds 2008 is het gebouw voor 90% eigendom van de Abu Dhabi Investment Council en voor 10% van Tishman Speyer Properties.
Het Chrysler Building is 319 meter hoog en telt 77 verdiepingen. Hiermee was dit het hoogste gebouw ter wereld vanaf de opening in 1930 tot aan de oplevering van de Empire State Building in 1931. In september 2019 stond het nog op de elfde plaats van de lijst van hoogste gebouwen van New York en 31ste op de lijst van hoogste gebouwen ter wereld. Het staat onder andere bekend om zijn ontwerp in art-decostijl, zijn spits en de door auto's geïnspireerde ornamenten.

## Geschiedenis

### Ontwerp

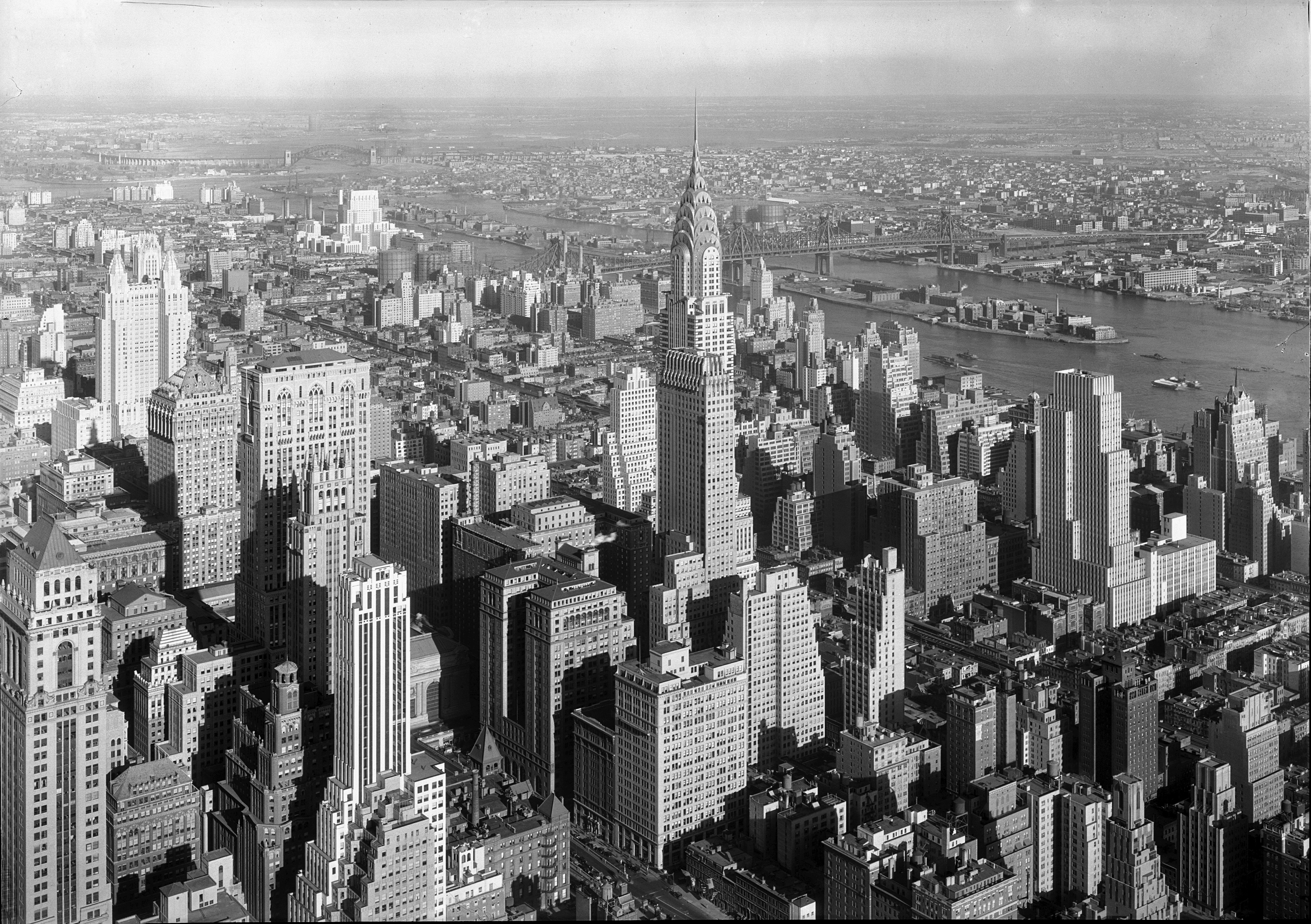
Het Chrysler Building, 1932

Nadat zijn pretpark Dreamland op 27 mei 1911 afbrandde, doordat een werker tijdens reparaties een emmer hete teer omgooide, keerde projectontwikkelaar William H. Reynolds zich tot Manhattan, waar hij voorstelde het hoogste gebouw ter wereld te realiseren. Ondanks de voltooiing van de Woolworth Building in 1913, toen het hoogste gebouw ter wereld, en vertraging door de Eerste Wereldoorlog zette Reynolds door. Aan het einde van de jaren twintig had hij een stuk land gevonden nabij Grand Central Station en architect William van Alen aangenomen voor het ontwerp.
Het eerste ontwerp van Van Alen bevatte een basis met grote etalageruiten, waarboven zich 12 verdiepingen met glazen hoeken bevonden. Met die constructie beoogde hij de illusie te wekken dat de toren boven op deze glazen basis op lucht leek te zweven. In totaal zou volgens dit plan het gebouw 246 meter hoog worden en 67 verdiepingen tellen. Reynolds wees het plan echter af en in augustus 1928 publiceerde Alen zijn officiële ontwerp voor het Reynolds Building. Het omvatte een veritaliaanste koepel en speciaal metselwerk op de bovenste verdiepingen, geschikt in een patroon dat hoekramen nabootste. Dit ontwerp bevatte al de basiskenmerken van het huidige Chrysler Building, zoals de toren, terugsprongen en zijvleugels. Het ontwerp werd uiteindelijk verkocht aan Walter Chrysler, voor een bedrag van naar verluidt 2.000.000 dollar. Chrysler gebruikte hiervoor zijn eigen geld en niet dat van zijn bedrijf, zodat zijn zoon het gebouw later kon erven.

### Bouw
Het werk begon met een ceremonie op 19 september 1928. De sloop van het gebouw dat op de plek van de toekomstige Chrysler Building stond, ving aan op 15 oktober 1928. Op 9 november was de sloop bijna gereed, zodat op 11 november de graafwerkzaamheden konden beginnen. Het gewicht van het uitgegraven zand en steen, dat hierbij werd uitgegraven, was gelijk aan 63% van het gewicht van het voltooide gebouw. De fundering, waarvoor het beton tot een diepte van 21 meter onder Lexington Avenue moest worden gestort, werd voltooid op 25 maart 1929.
Het oprichten van de stalen structuur begon op 27 maart 1929. Het staal dat hiervoor nodig was, werd in delen naar boven gehesen, zodat het niet over een te grote hoogte moest worden opgetakeld. Daarnaast werden sommige kranen alleen gebruikt om staal op te hijsen en andere om het staal te plaatsen. Zodoende was het staal altijd in beweging, totdat het zijn uiteindelijke plek bereikt had. Hierdoor groeide het gebouw met vier verdiepingen per week, totdat de laatste balk werd geplaatst op 28 september 1929.

### Wedstrijd
Aan het eind van de jaren twintig heerste er een wedstrijd in de stad New York om het hoogste gebouw ter wereld neer te zetten. Het Chrysler Building streed samen met het door H. Craig Severance ontworpen 40 Wall Street, nu de Trump Building geheten. Toen Severance ontdekte dat het Chrysler Building 281,94 meter hoog zou worden, voegde hij een lantaarn en vlaggenmast toe, zodat het gebouw op 12 november 1929 zijn hoogste punt bereikte van 282,55 meter.

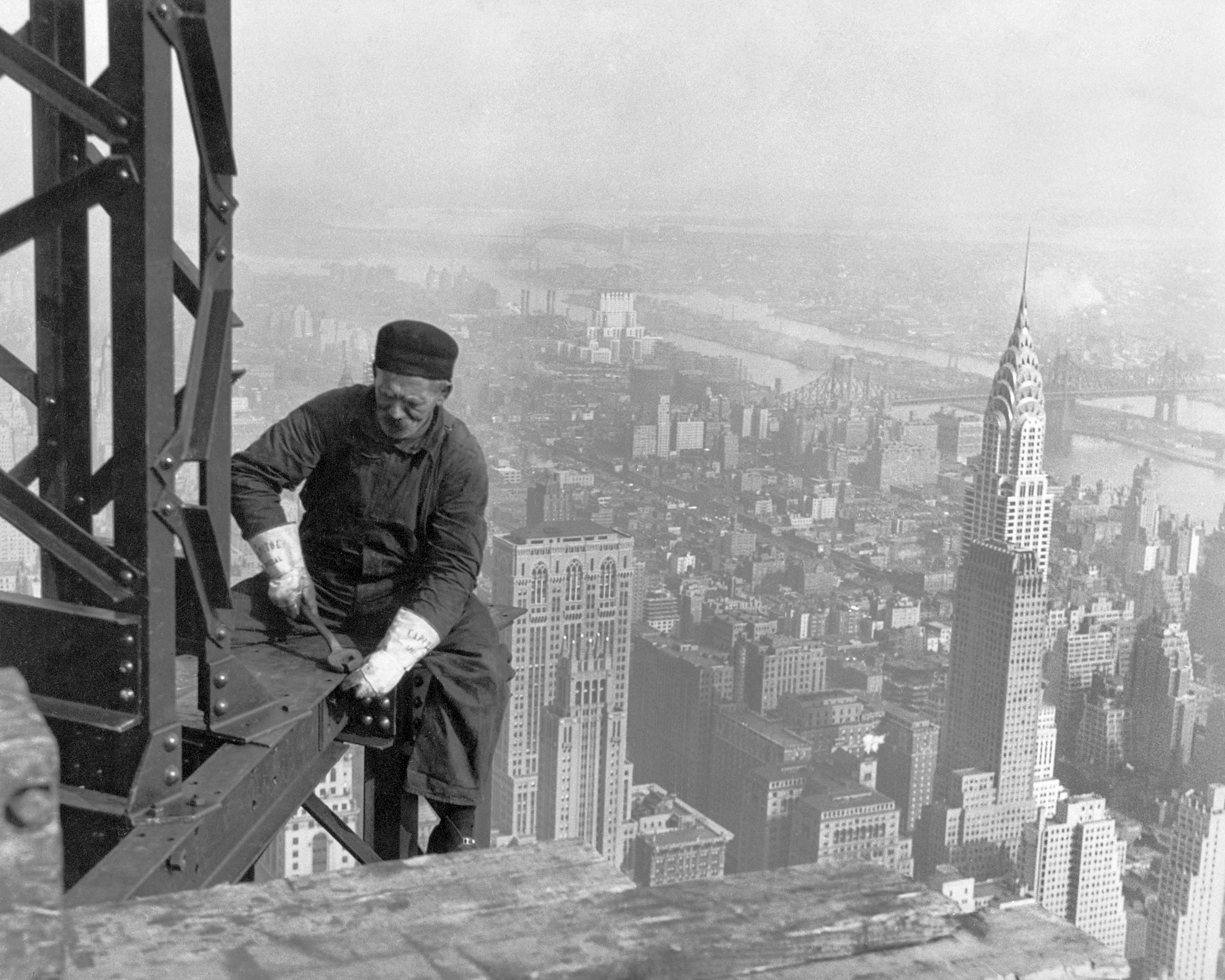
Een monteur werkt aan het Empire State Building, met op de achtergrond Chrysler Building.

Om toch het hoogste gebouw ter wereld te realiseren, werden er in het geheim vijf segmenten naar de bouwplaats gebracht, die de spits van het gebouw zouden gaan vormen. Het onderste segment werd omhoog getakeld door een kraan, die geplaatst was op een van de vier platforms bij de top van de toren. Het segment werd daarna in de brandkoker geladen ter hoogte van de 65ste verdieping. De overige delen werden op volgorde in het gebouw geplaatst en vastgemaakt aan het eerste segment. Het duurde in totaal 90 minuten om in oktober 1929 de segmenten aan elkaar te zetten en de gehele spits met een gewicht van 27 ton en een lengte van 56,4 meter op zijn plaats te hijsen.
Op 1 april 1930, nog voordat Walter Chrysler het gebouw officieel opende op 27 mei 1930, waren de eerste huurders al in het gebouw getrokken. Bij de openingsceremonie werd een bronzen gedenkplaat in de lobby geplaatst, met het opschrift "in recognition of Mr. Chrysler's contribution to civic advancement". In augustus 1930, toen het gebouw als voltooid werd beschouwd, was dit het hoogste gebouw ter wereld, het versloeg ook de 300 meter hoge Eiffeltoren. In 1931 nam het Empire State Building de titel van hoogste gebouw ter wereld weer over. Hiervoor moesten de architecten William F. Lamb en John J. Raskob echter wel een extra top van 61 meter aan het Empire State Building toevoegen. De onverwachte plaatsing van de spits op het Chrysler Building maakte het gebouw namelijk net iets hoger dan de geplande hoogte van het Empire State Building. De plannen waren toen al zo ver, dat een nieuw ontwerp om Chrysler te verslaan niet mogelijk was. Met de toegevoegde top konden zij uiteindelijk toch het hoogste gebouw ter wereld neerzetten.
Daar Van Alen nooit een contract met Chrysler had afgesloten, vroeg hij juni 1930 om zijn loon, maar Chrysler weigerde hem te betalen. Van Alen klaagde Chrysler aan met het gebouw als onderpand. En hoewel Chrysler hem ervan beschuldigde steekpenningen te hebben aangenomen van onderaannemers, won Van Alen de zaak toch en kreeg hij zijn geld. Op 8 december 1976 werd dit gebouw een National Historic Landmark. In datzelfde jaar werd het ook toegevoegd aan het National Register of Historic Places.

### Eigendom
Het land waarop nu het Chrysler Building staat, werd in 1902 gedoneerd aan de Cooper Union. Nadat Chrysler het gebouw verkocht had in 1953, werd het in 1955 gekocht door Sol Goldman en Alex DiLorenzo. Na eigendom te zijn geweest van de Massachusetts Mutual Life Insurance Company, kwam het gebouw in handen van Jack Kent Cooke. In 1998 kochten Tishman Speyer Properties en de Travelers Group het Chrysler Building met de aangrenzende Kent Building en vier kleinere tussenliggende gebouwen voor een bedrag van ongeveer $225.000.000. In 2001 werd 75% van het gebouw aan TMW verkocht voor $300.000.000. In 2008 kocht de Abu Dhabi Investment Council voor een bedrag van $800.000.000 90% van het gebouw. Tegenwoordig bezit Tishman Speyer Properties naast de overige 10%, ook de grond waarop het gebouw staat, middels een huurcontract van 150 jaar met de Cooper Union. De bezettingsgraad van het gebouw was bij de opening meer dan 70%, na door meerdere eigenaren te zijn verwaarloosd was dit in het midden van de jaren zeventig echter gedaald naar 50%. Dit percentage steeg van 75% in 1998, naar 95% in 2005.

## Ontwerp

### Architectuur

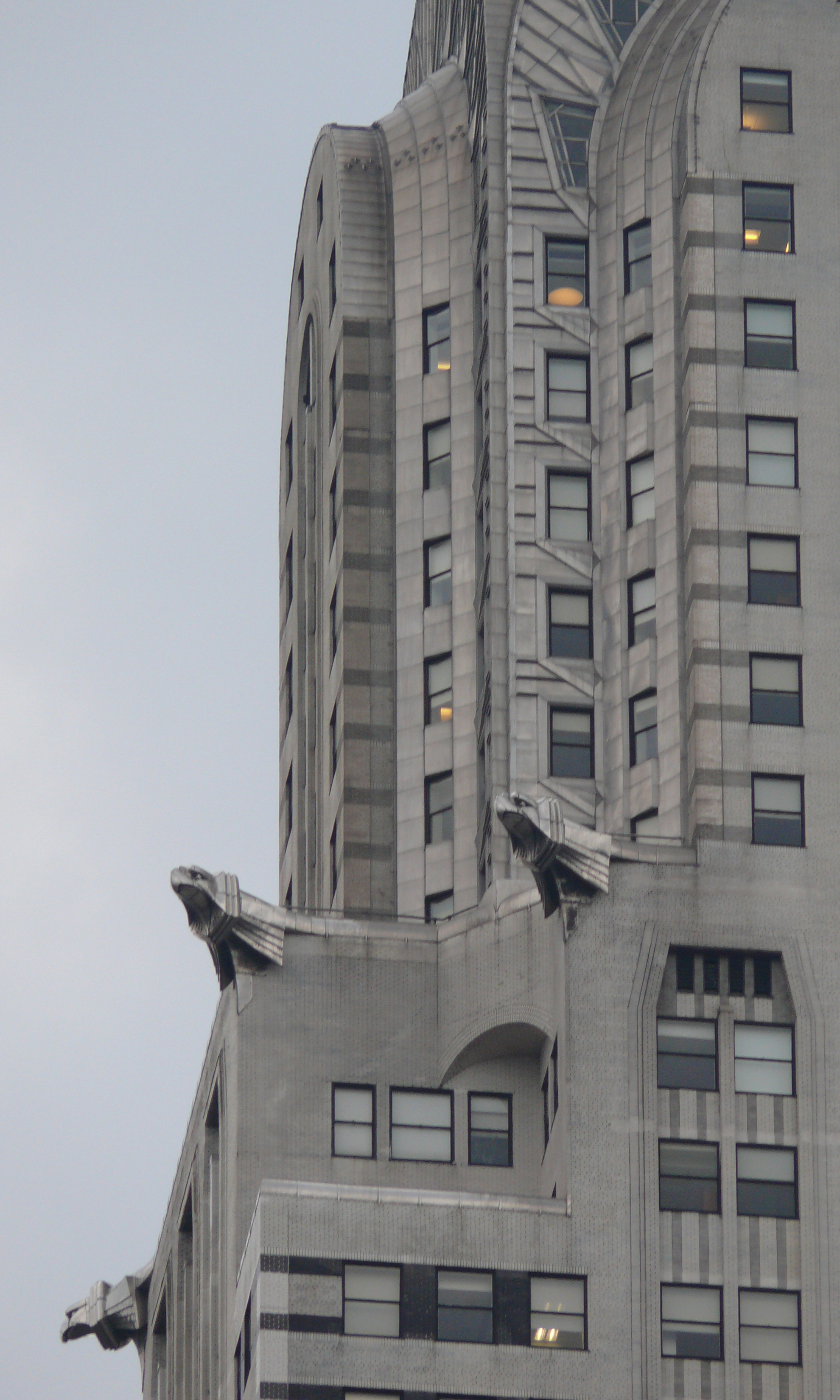
De top van het gebouw, met drie van de acht adelaars zichtbaar

Tot aan de torenpunt gemeten heeft het gebouw een hoogte van 319 meter, en de hoogste verdieping bevindt zich 274 meter boven de grond. De 77 verdiepingen zijn bereikbaar via 30 personenliften en 2 goederenliften, geleverd door Otis. Het heeft een oppervlakte van 111.201 vierkante meter en een totale inhoud van 404.931 kubieke meter. Verder bevat het bouwwerk 3.862 ramen, 2.788 deuren, 10.405 vierkante meter aan marmeren lambrisering en 297.290 vierkante meter aan beschilderde oppervlakken. De gevel van graniet, 4.831 vierkante meter Georgia-marmer en ongeveer 3.826.000 bakstenen, maakt dit tot het hoogste met bakstenen beklede gebouw ter wereld.
Voor de eerste vier verdiepingen beslaat het gebouw het gehele perceel van 3.489 vierkante meter. Hierboven wijkt de gevel in het oosten en westen terug, waardoor een H-vormige plattegrond aangenomen wordt. Door een aantal keren terug te springen, bereiken uiteindelijk ook de noord- en zuidfaçade de schacht van de toren. Totdat deze gevels voor het eerst terugwijken, boven de 16e etage, zijn zij bekleed met witte baksteen en zowel horizontale, als verticale strepen van wit marmer. Hierdoor wekt de gevel de indruk van een gevlochten mand.
Boven deze verdieping wordt de verticaliteit benadrukt door de afwisseling van stroken van witte bakstenen met rijen ramen. Tussen de 19e en de 22ste zijn aluminium zwikken geplaatst met gepolijste, abstracte reliëfs, die bijdragen aan het verticale effect. Boven de 23ste etage, waar de noord- en zuidgevel opnieuw terugwijken, vindt men op de hoeken metalen Ananassen van ongeveer 2,7 meter hoog. De volgende drie verdiepingen, die weer terugspringen, contrasteren met de verticaliteit van de vorige verdiepingen door horizontale banden en zigzagmotieven in zwarte en grijze bakstenen. Ook de vier etages hierboven wijken iets terug. Op de 31ste verdieping, waar deze gevels voor het laatst terugspringen, beelden witte en grijze bakstenen wielen af, compleet met spatborden en echte wieldoppen uit 1929. Vlak hierboven lopen de hoeken iets naar buiten. Zij worden ieder bekroond door een naar Chryslers radiatordoppen ontworpen waterspuwer, die moest voorkomen dat de schacht aan de bovenkant breder leek dan aan de basis.
Bij de schacht worden zowel de verticale als de horizontale aspecten benadrukt. Zo zijn de ramen in het midden geordend in drie rijen, die over de gehele lengte van de schacht lopen. Daarnaast lopen er banden van afwisselend grijze en witte baksten over de gehele lengte. De hoekramen bevatten daarentegen horizontale banden van zwarte baksteen. Op de 59ste etage springen de hoeken in. Twee verdiepingen hoger, 61 etages boven straatniveau bevinden zich acht adelaars. De holte die zich achter het hoofd van iedere adelaar bevindt was ontworpen om de lichten te huizen die de top moesten verlichten. Nog boven de adelaars eindigen de drie rijen ramen, die aan iedere zijde omhoog liepen, in een boog. Deze boog-vorm is terug te vinden in de met metaal beklede top.

### Lobby

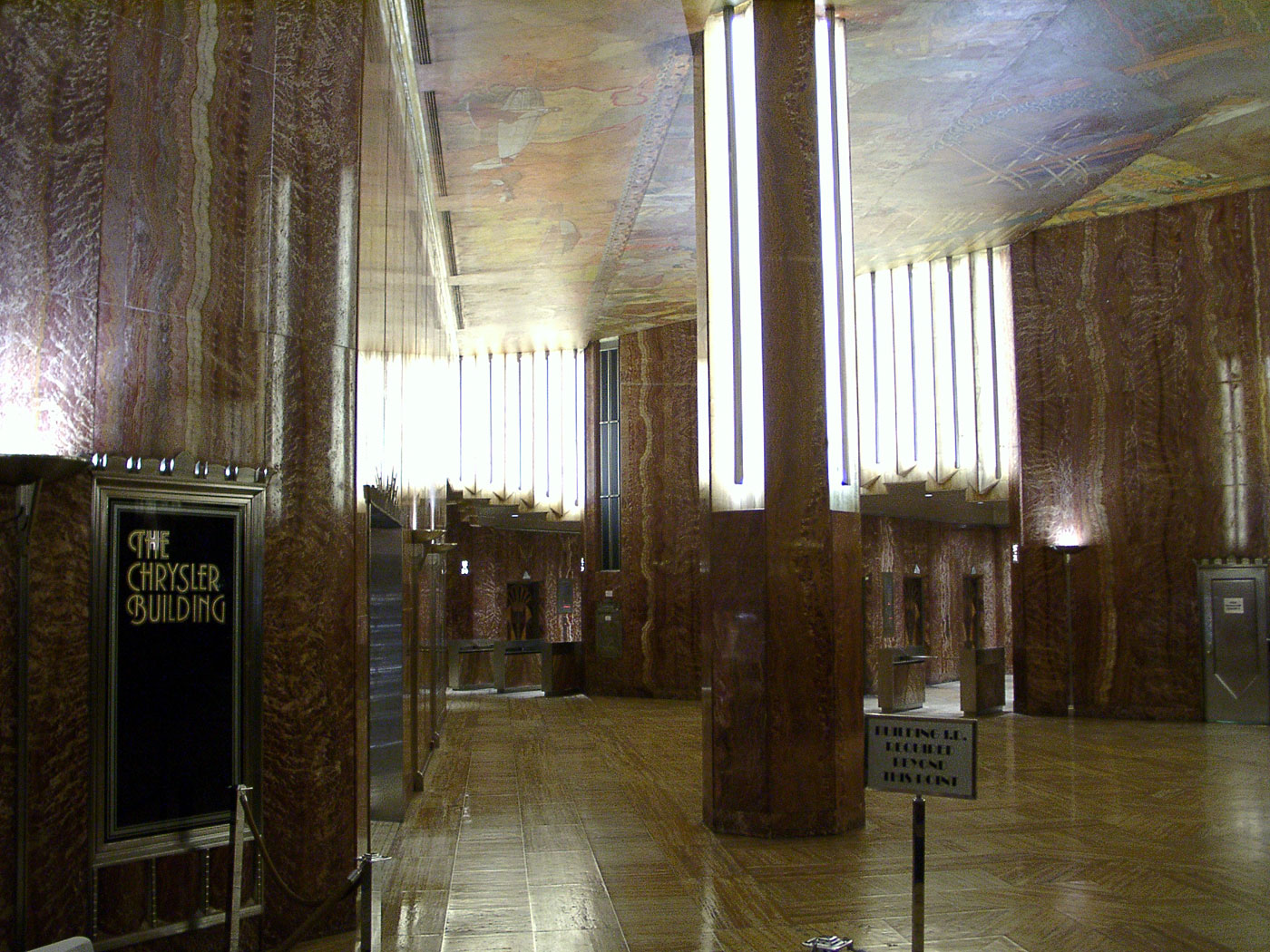
De lobby van het Chrysler Building

Het Chrysler Building heeft twee hoofdingangen van drie verdiepingen hoog, aan Lexington Avenue en 42nd Street die, versierd met zwart graniet en metaal, ieder een scharnierdeur omgeven door twee draaideuren bevatten. De hoekige nissen waarin de ingangen zich bevonden maakten volgens critici een begrafenisachtige indruk en hadden bijna de vorm van een doodskist. Aan 43rd Street, vindt men nog een ingang van één verdieping hoog. Achter ieder van de drie ingangen bevindt zich een aankomsthal. De hallen komen samen in een lobby in de vorm van een rechthoekige driehoek. In de lobby staan twee achthoekige pilaren, die samen met de vorm van lobby helpen om de stroom van mensen efficiënt naar de liften te leiden. Deze liften zijn in vier groepen verdeelde personenliften, waarbij iedere groep naar een ander deel van het gebouw leidt. De twee goederenliften gaan door het hele gebouw. De lobby bevat ook twee trappen naar de kelder, waar een tunnel onder Lexington Avenue leidt naar de metro en Grand Central Terminal.

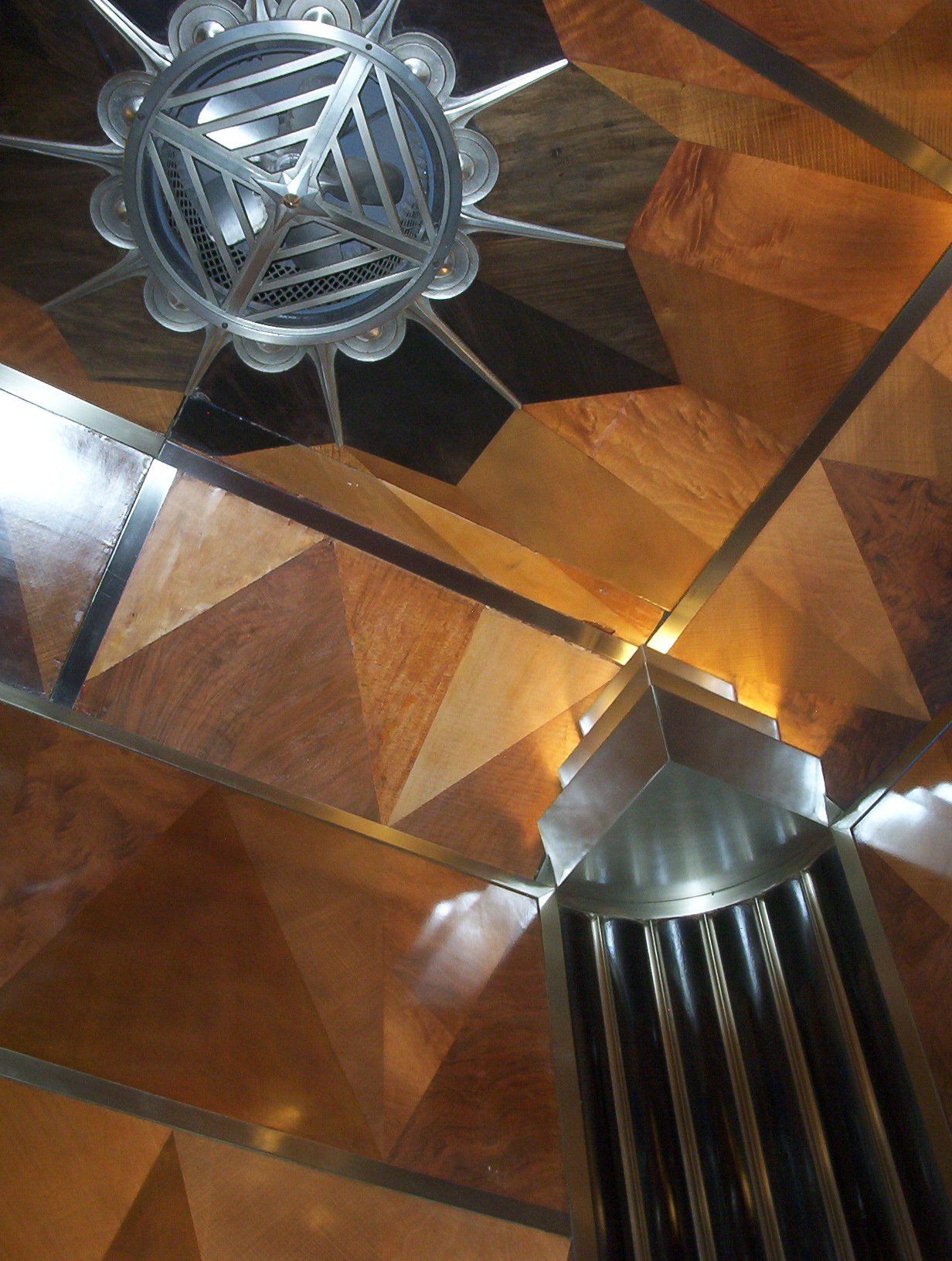
Het interieur van een lift

De lobby heeft een met sienna travertijn betegelde vloer en met rood Marokkaans marmer beklede muren. Daarnaast is er in de lobby ook Mexicaans Onyx, blauw marmer en Nirosta-metaal te vinden. Op het plafond van de centrale lobby bevindt zich een muurschildering van Edward Turnbull, getiteld "Transport and Human Endeavor". Het schilderij, met een grootte van 30 bij 23 meter, staat voor de visie, de menselijke energie en de technische bekwaamheid die het gebouw mogelijk maakten. Het volgt de vorm van de lobby in de vorm van een omgekeerde Y en bevat in het midden een afbeelding van een gespierde mannelijke figuur. Hieruit stralen vuur, elektriciteit, water, bliksem, stoom en hitte. Verder beeldt de schildering telegrafie, telefonie en radio uit en zijn er oceaanstomers, treinen en vliegtuigen te zien. Daarnaast worden arbeiders afgebeeld, terwijl zij het Chrysler Building bouwen.
De twee trappen, die zowel naar de kelder als naar de tussenvloer van de tweede verdieping leiden, hebben muren van zwart marmer met witte aderen. De treden zijn gemaakt van grijs en zwart terrazzo en het plafond is afgewerkt met aluminium. De liftdeuren zijn versierd met metaal en ingelegd fineer in een abstract lotuspatroon. Er zijn in totaal vier verschillende ontwerpen voor de binnenkant van de liften. Allemaal bevatten ze abstracte patronen van ingelegd hout, waaronder Japanse Es, Juglans en Esdoorn. Ook de ventilator in de lift is in abstracte vormen uitgevoerd.
Een van de meest dramatische effecten in de lobby is het verlichtingssysteem. De lichten, die in een trapsgewijs patroon boven de lifthallen en de drie ingangen zijn geplaatst, bestaan uit panelen onyx en reflectoren van Nirosta-metaal. De reflectoren, die voor de lampen geplaatst zijn, reflecteren het licht naar de achterliggende onyxpanelen, die daarna het licht weer de ruimte in kaatsen. Zodoende krijgt het indirecte licht een amber gloed. Ook de twee achthoekige pilaren in de lobby zijn een bron van licht. V-vormige gleuven, bekleed met onyx, bevatten dezelfde lampen en reflectors als bij de lifthallen en uitgangen.

### Cloud Club

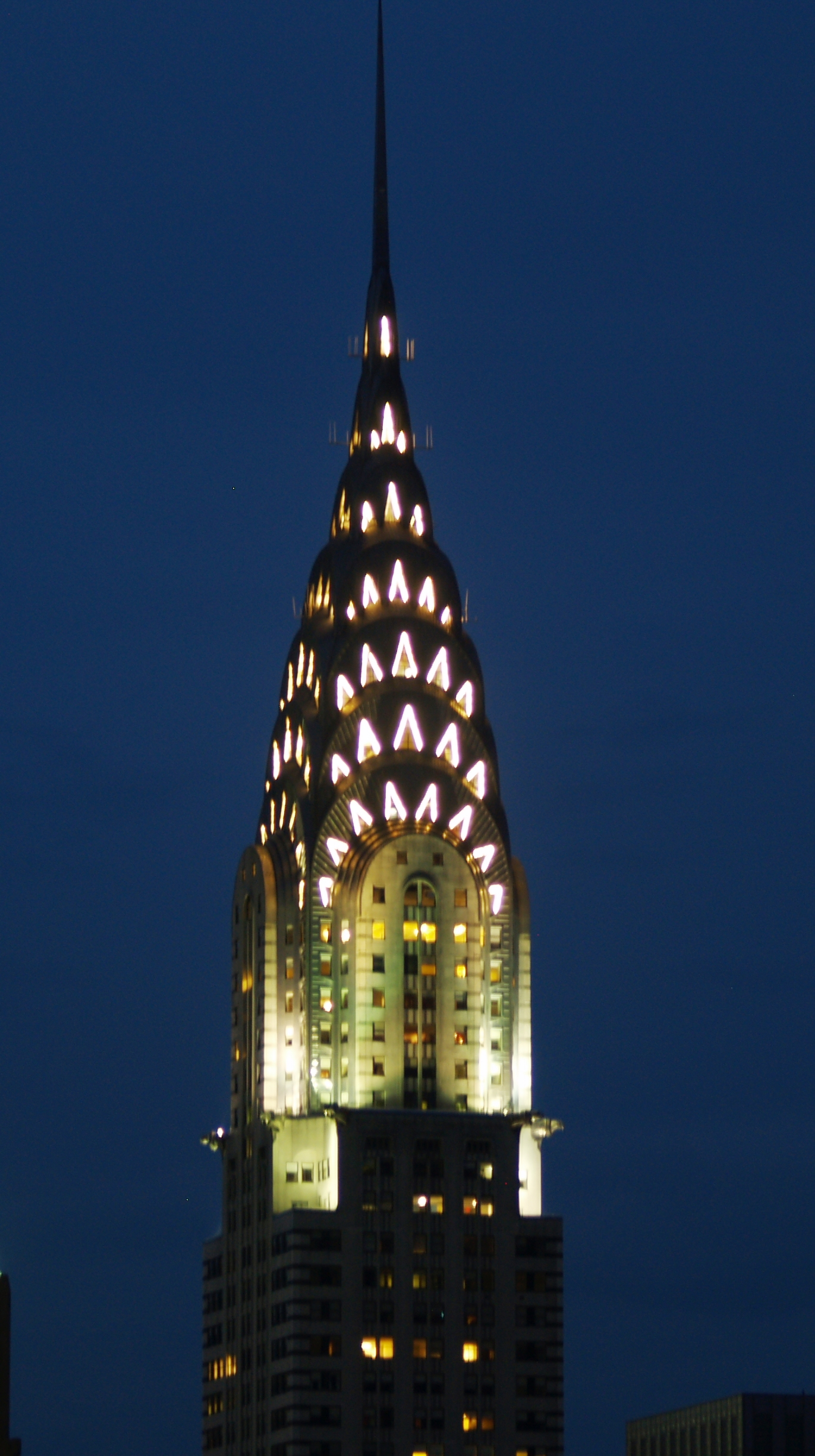
De nachtelijke verlichting van de top

Op de 66ste, 67ste en 68ste verdieping, bevond zich vroeger de Cloud Club. De exclusieve lunchroom, die zijn deuren in juli 1930 opende, had in 1971 een ledenaantal van 300 personen van 180 coöperaties. Onder de leden bevonden zich Edward Francis Hutton, Condé Montrose Nast en Gene Tunney. De club werd deels gecreëerd voor Texaco, destijds The Texas Company. Het bedrijf stond erop, dat, voordat het 14 verdiepingen in het gebouw zou huren, er een geschikt restaurant voor zijn topambtenaren zou worden opgericht. Doordat de modernistische stijl waarin Van Alen de rest van het gebouw had ontworpen afweek van de persoonlijke smaak van Chrysler, bevatte de club tal van stijlen, waaronder een Gregoriaanse Lobby, een lounge in Tudorstijl op de 66ste, een oud-Engelse grillroom en een Beierse bar.
De belangrijkste eetzaal was bereikbaar via een renaissancistische trap van brons en marmer. Er waren kolommen van gepolijst graniet en op het plafond was een schildering van wolken. Op de noordelijke muur was een muurschildering van Manhattan. Op dezelfde verdieping vond men zowel de privé-eetzaal van Chrysler, met zicht op Central Park, als die van Texaco, waar zich een muurschildering van een olieraffinaderij bevond.
In de jaren 50 en 60 ging het bergafwaarts met de Cloud Club, omdat leden voortaan naar de Sky en Pinnacle Clubs gingen, die beide nieuwer en groter waren. In 1977 verhuisde Texaco, die het belangrijkst was voor de club, naar Westchester County en in 1979 sloot de club dan ook zijn deuren. Aan het eind van de jaren negentig werd de ruimte nog gebruikt voor de kerstfeestjes van huurders.

### Top

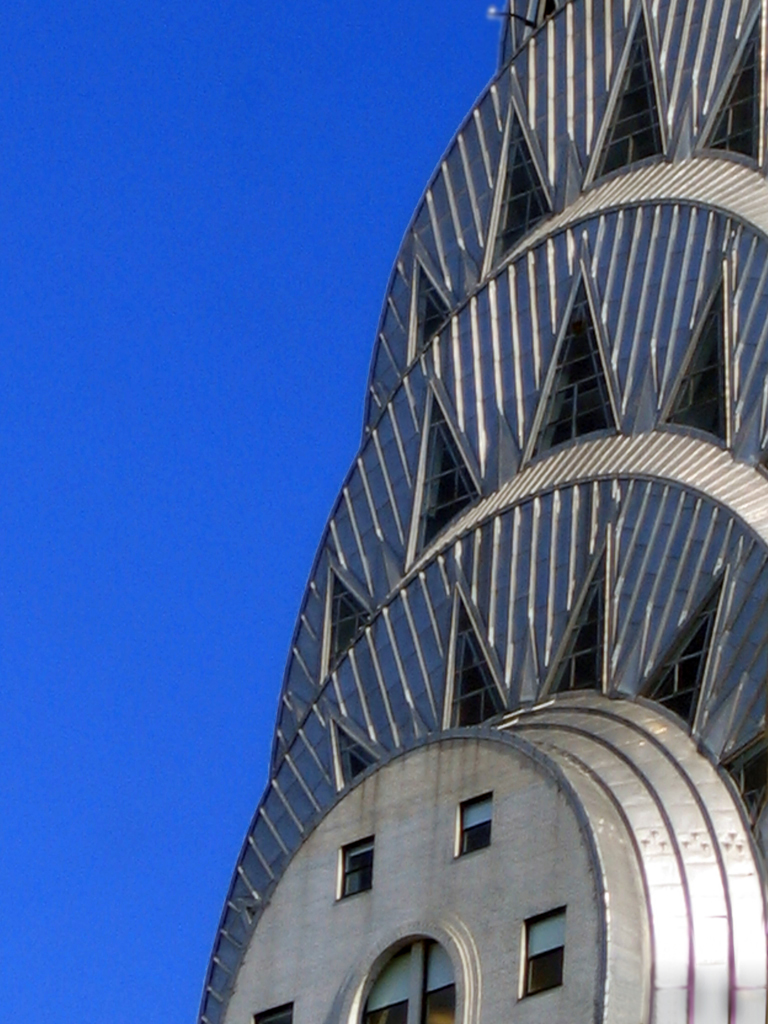
Detail van de top

De top van het Chrysler Building, een van zijn bekendste onderdelen, heeft aan ieder van de vier gevels zeven terugspringende bogen, die eindigen in een spits. De bogen hebben niet allemaal dezelfde vorm, de onderste heeft namelijk de vorm van een perfecte halve cirkel, terwijl de bovenste boog parabool-vormig is. De bogen zijn bedekt met geveldelen, die in een zonnestralenpatroon gelegd zijn, en bevatten per zijde 30 driehoekige ramen, die de curve volgen van de parabolen. Vanaf de 75ste verdieping bevatten de ramen echter geen glas meer.
Zowel de gehele top als bijna alle ornamenten, raamkozijnen en andere onderdelen zijn met Enduro KA-2-metaal bekleed. Voor de vensterbanken en zwikken werd echter aluminium gebruikt. Enduro KA-2, bekend onder de handelsnaam "Nirosta", is een mengsel van onder andere ijzer, chroom, nikkel en koolstof. Het werd ontwikkeld door Krupp na de Eerste Wereldoorlog en werd in 1926 voor het eerst tentoongesteld. Het was door Chrysler voor meerdere maanden lang getest, om zeker te zijn, dat de glans onder geen omstandigheden doffer zou worden.
Vroeger had Chrysler zijn kantoor en privéwoning in de top van het gebouw, dat onder andere een fitnessruimte en het hoogste toilet ter wereld bevatte. Verdieping 69 en 70 bevatten tegenwoordig een tandartspraktijk. Tot 1945 bevond zich op de 71ste verdieping een observatiedek, dat voor 50 cent open was voor publiek. De ruimte had gewelfde plafonds, die als een sterrenhemel beschilderd waren en waaraan glazen Saturnussen hingen. Deze verdieping, met een oppervlakte van 362 vierkante meter en volgens de brochures een uitzicht tot 161 kilometer, is nu echter het kantoor van de twee partners van de Cowperwood Company. Boven de 71ste zijn de verdiepingen alleen nog bruikbaar voor mechanische apparatuur. Zo bevat de 73ste etage naast motoren voor de liften, ook een rechthoekige watertank van ongeveer 57.000 liter, waarvan circa 13.000 liter bewaard wordt voor brand.
De huidige verlichting, waarbij 's avonds de top op twee verschillende manieren verlicht wordt, werd voor het eerst in 1981 aangezet. Ten eerste zijn de ramen van binnenuit verlicht door V-vormige verlichting, daarnaast wordt de top van buiten af verlicht door schijnwerpers.

### Renovaties

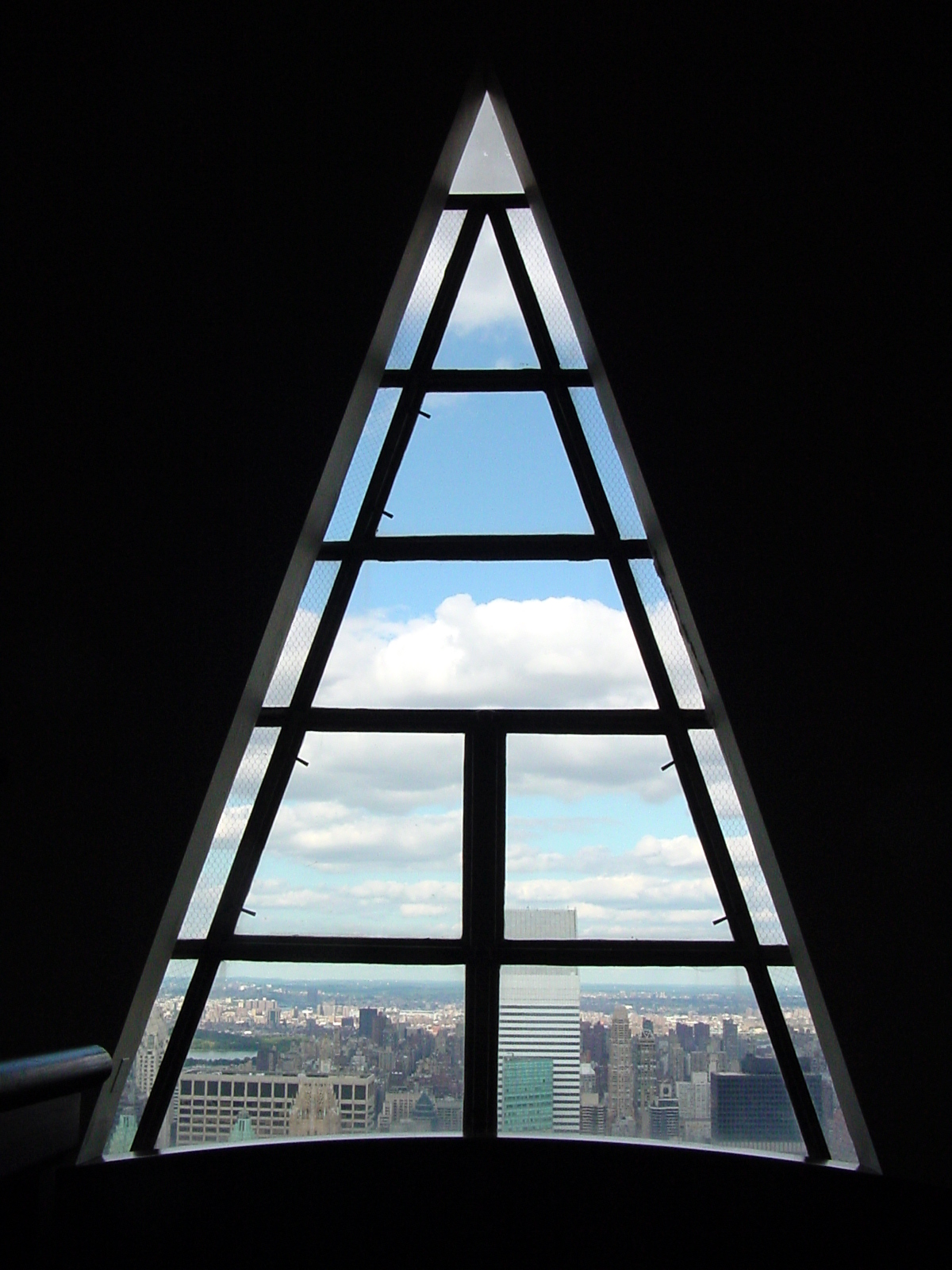
Het noordelijke uitzicht vanaf een van de verdiepingen in de top, met zicht op 599 Lexington Avenue en het Citigroup Center

In 1978 werd de lobby van het Chrysler Building door JCS Design Associates en Joseph Pell Lombardi gerenoveerd. In 1995 werd de spits, als onderdeel van een groter project, schoongemaakt voor een bedrag van 1,5 miljoen dollar. Onderdeel van deze renovatie was het nalopen en zo nodig dicht solderen van al het metaal. Daarnaast werden sommige bakstenen en de tegels op de terrassen vervangen door de aannemer Nicholson & Galloway.
Tussen januari 1998 en juni 2000 werd het gebouw opnieuw gerenoveerd voor een bedrag van circa $100.000.000. Deze renovatie besloeg niet alleen het Chrysler Building en het aangrenzende Kent Building, dat ook bekendstaat als het Calyon Building. Het had ook betrekking op de vier hier tussenliggende gebouwen met detailhandel. De zes gebouwen samen beslaan een heel blok, dat omgeven wordt door Lexington Avenue, Third Avenue, 42nd en 43rd streets. Voor de renovatie had Tishman zichzelf drie doelen gesteld: de glans van het gebouw herstellen, het Calyon Building renoveren en nieuwe mogelijkheden voor detailhandel creëren.
Als eerste werd het Chrysler Building in zijn geheel gerestaureerd. Hierbij werden veel van de art-decodetails gerestaureerd, daarnaast werden de gevels van winkels en de ingangen vervangen en gerepareerd. De opake glaspanelen bij de ingangen werden vervangen door nagemaakte panelen uit Duitsland. De fabriek die deze panelen maakte had ook de originele glazen van het Chrysler Building geleverd. Daarnaast werd het hout van de liften gerepareerd en vervangen. Door onder andere de liften, de HVAC, de brand- en veiligheidsinstallaties en de elektrische en sanitaire voorzieningen te moderniseren, kreeg het gebouw in 2008 en 2010 het "Energy Star"-label.

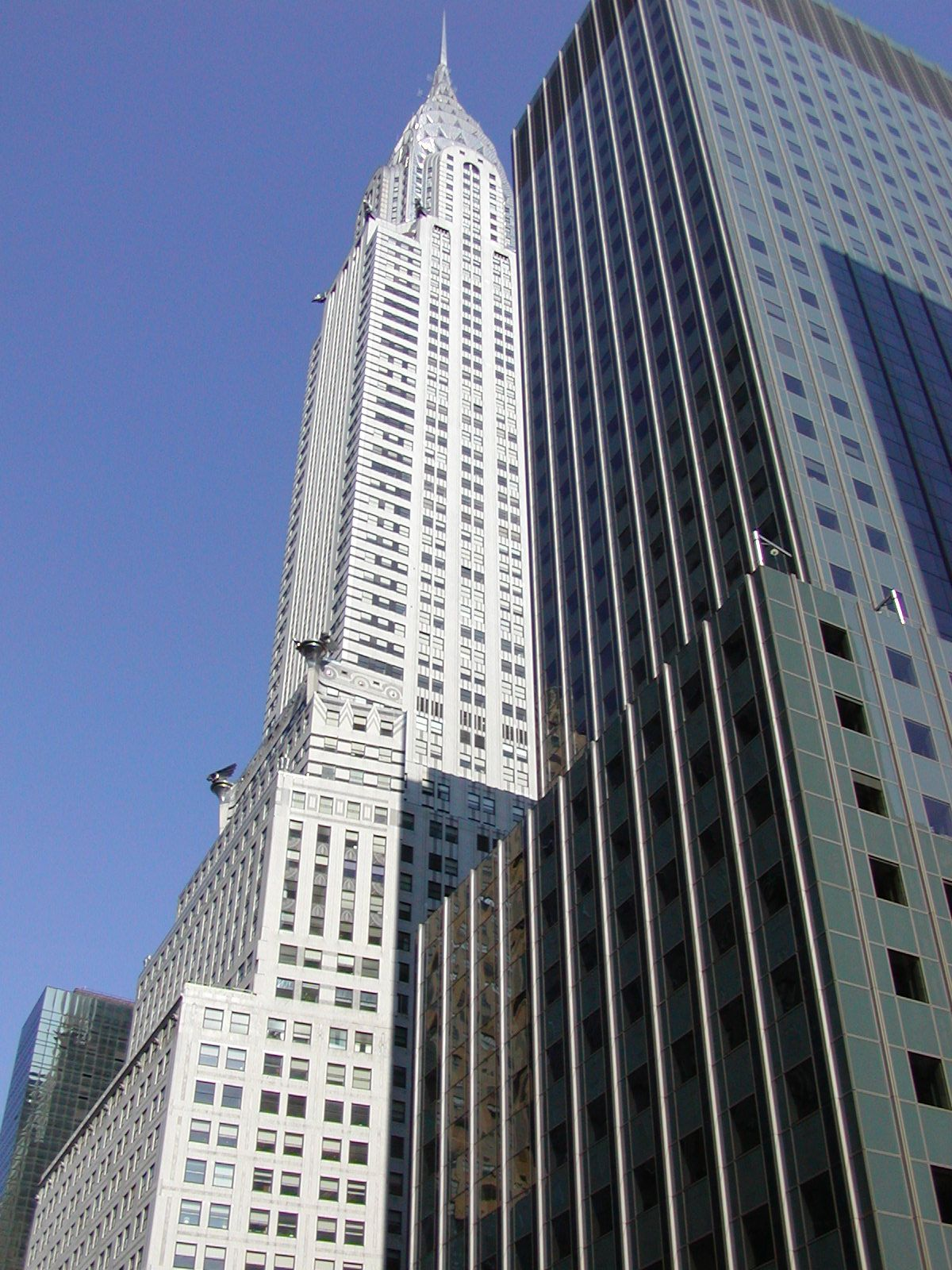
Het Chrysler Building met rechts het gerenoveerde Calyon Building

De muurschildering in de lobby, die in de jaren 70 bedekt was geraakt met een laag polyurethaan die de kleuren donkerder maakte, werd gerestaureerd door EverGreene Architectural Arts. In het doek waren daarnaast 24 gaten gemaakt, zodat daar lampen geplaatst konden worden. Een van de gaten doorboorde de schouder van de mannelijke figuur in het midden, terwijl een andere een bouwvakker onthoofdde. Middels de dampen van 2-propanol-gel werd de laag polyurethaan verwijderd. De gaten werden gevuld met pleister, om daarna met canvas bedekt te worden. Aan de hand van oude foto's werden deze delen opnieuw beschilderd.
Om de verouderde bakstenen in de gevel te vervangen moesten er nieuwe stenen gemaakt worden, daar de opgeslagen stenen niet meer bruikbaar waren. Ook moesten veel van de lateien vervangen worden en werd veel van het metselwerk opnieuw gevoegd.
In de tweede fase werd 12.077 vierkante meter aan kantoorruimte om de liftkern van het Calyon Building heen gebouwd. De kern, die eerst aan de buitenkant van het gebouw zat, bevindt zich hierdoor nu in het midden van het gebouw. Zodoende is deze efficiënter geworden. Voor de extra kantoorruimte werd gebruikgemaakt van de luchtrechten van de vier lagere aangrenzende gebouwen. Verder werd de originele façade van witte baksteen in zijn geheel bedekt met een glazen vliesgevel. Daarnaast werd de lobby heringericht met wit graniet en kunstwerken en werden de mechanische systemen vernieuwd of vervangen.
De kleinere gebouwen werden gesloopt om ruimte te maken voor één gebouw, dat de architect Philip Johnson, die ook de glazen gevel van het Calyon Building had ontworpen, een "explosie van kristallen" noemde. Deze constructie, bestaande uit drie piramides, was zo complex dat er een full-scale test moest worden uitgevoerd in Rimouski. Na de test te hebben doorstaan, werd in 2001 het metalen frame naar New York verscheept, waar het tussen het Chrysler Building en het Calyon Building in werd gezet. Het frame, dat bestaat uit 609,6 meter aan buizen van 25,4 centimeter dik, houdt de drie piramides omhoog, die ieder onder een andere hoek staan en een hoogte hebben van 17, 21 en 22 meter. De piramides zijn bekleed met 535 panelen van blauw-grijs semi-reflecterend glas in 186 verschillende vormen. De kristallen worden omgeven door twee gevels van graniet. Het geheel van het Calyon Building, het Chrysler Building en de piramides, ook wel de Trylons geheten, heet nu het Chrysler Center.

## Omgeving

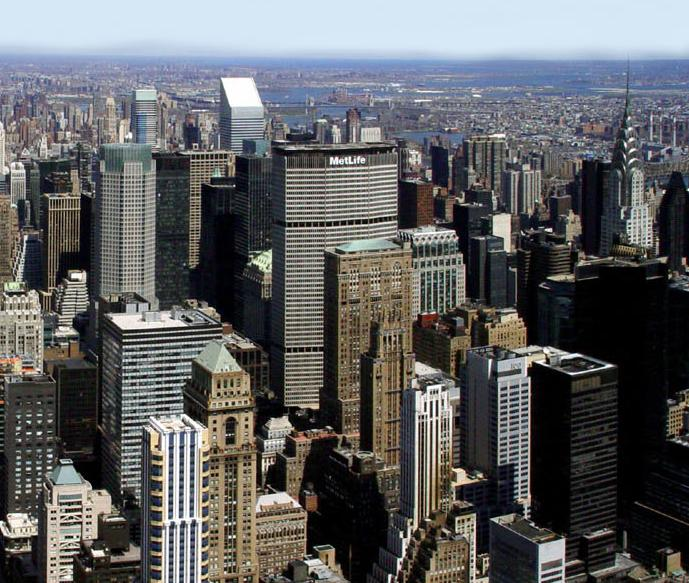
Rechts het Chrysler Building vanuit het Empire State Building, in het midden het MetLife Building met daarvoor One Grand Central Place

Het Chrysler Building staat in Midtown Manhattan aan 405 Lexington Avenue op de kruising van 42nd Street met Lexington Avenue. Het staat direct naast het Calyon Building, dat bij de oplevering in 1952 dan ook het Chrysler Building East heette. Het Chrysler Building wordt omringd door kantoorgebouwen als 425 Lexington Avenue in het noorden, 685 Third Avenue in het oosten en 101 Park Avenue en de Socony-Mobil Building in het zuiden.
In het zuidwesten bevindt zich een ander art-decogebouw, namelijk het Chanin Building, dat met de bouw van 1927 tot 1929 net voor het Chrysler Building opgeleverd werd. Ook dit door Sloan & Robertson ontworpen gebouw heeft een dramatische top, die vroeger verlicht werd. In het noordwesten bevindt zich het MetLife Building. In Proposed Colossal Monument for Park Avenue, New York: Good Humor Bar, een tekening uit 1965, stelde Claes Oldenburg voor om dit gebouw te vervangen door een smeltend ijsje. Het verkeer zou hierbij door een hap uit de onderkant rijden. Nog iets westelijker bevindt zich het One Grand Central Place, het voormalige Lincoln Building. Dit kantoorgebouw met een hoogte van 205,13 meter werd, net als het Chrysler Building, in 1930 voltooid.
Twee blokken ten westen van het Chrysler Building ligt Grand Central Terminal, dat vaak Grand Central Station wordt genoemd. Het werd op 8 december 1976 tot National Historic Landmark benoemd, dezelfde dag als het Chrysler Building. Twee blokken naar het oosten ligt de Daily News Building. Dit gebouw, dat op 29 juli 1989 tot National Historic Landmark benoemd werd, werd gebouwd tussen april 1929 en februari 1930 en verrees dus ongeveer tegelijkertijd met het Chrysler Building. Het ten zuidwesten gelegen Empire State Building, waar van op het observatiedek het Chrysler Building te zien is, werd een landmark op 24 juni 1986. Alle drie de gebouwen staan in het National Register of Historic Places.
Naast Grand Central Terminal, ligt ook Grand Central-42nd Street dichtbij. Bij dit metrostation stoppen zowel de lijnen 4, 5, 6 en 7, als de 42nd Street Shuttle. Daarnaast rijden de buslijnen M42, M101, M102 en M103 langs het Chrysler Building.

## Media

### Film
Het Chrysler Building is in meerdere films te zien, zoals in The Wiz uit 1978, waar vijf toppen van het Chrysler Building aan het einde van de gele weg het Emerald City uitbeelden. Daarnaast zou ook het einde van King Kong zich op de top van het gebouw afspelen. De top die King Kong moest beklimmen werd namelijk van het New York Life Building verplaatst naar het Chrysler Building. Maar door de voltooiing van het hogere Empire State Building, speelde de scène zich uiteindelijk daar af. In Q: The Winged Serpent uit 1982 nestelt een vliegend monster zich in de top van het gebouw. Voor de door Larry Cohen geregisseerde film werden niet alleen beelden gebruikt van de buitenkant van de top, ook het interieur werd gebruikt in de opnames. In Armageddon, uit 1998, werd door een planetoïde de top van het gebouw afgebroken. In Deep Impact werd het gebouw verzwolgen door een tsunami en in Godzilla werd het geraakt door een verdwaalde raket. In Artificial Intelligence: A.I. zijn de onder water staande ruïnes van het Chrysler Building te zien.
Het gebouw speelt ook een rol in Spider-Man, waar de hoofdpersoon op een van de adelaars rouwt om de dood van zijn oom, en in Fantastic Four: Rise of the Silver Surfer uit 2007, waar een van de personages door het Chrysler Building vliegt. In de film Cremaster 3 uit 2002, dat deel uitmaakt van kunstproject van Matthew Barney, wordt de bouw van het Chrysler Building weergegeven. Hierbij wordt gebruikgemaakt van veel beelden van het interieur, zoals de lobby, de Cloud Club en de top.

### Afbeeldingen
In december 1929 nam Chrysler de fotografe Margaret Bourke-White aan, om het ontwerp en de hoogte van het gebouw te dramatiseren. Zij moest het gebouw toen het nog in aanbouw was vanaf een stellage op 244 meter hoogte fotograferen, terwijl drie mannen haar driepoot moesten vasthouden, om te voorkomen dat deze naar beneden zou vallen. Zelf huurde ze ook een studio op de 61ste etage. In 1930 werden meerdere van haar foto's gebruikt bij speciale series over wolkenkrabbers in het toen nieuwe tijdschrift Fortune. In 1934 nam Bourke-White's partner Oscar Graubner de foto "Margaret Bourke-White atop Chrysler Building", waarop Bourke-White te zien is, terwijl zij de skyline van New York vanaf een van de adelaars op de 61ste verdieping fotografeert.
Bij het Beaux-Arts Bal op 23 januari 1931 gingen architecten verkleed als hun eigen gebouw. Van Alen droeg hierbij laarzen en een jas met patronen, die verwezen naar het ingelegde hout van de liften. De ornamenten op zijn schouder verwezen naar de adelaars op de 61ste verdieping en boven zijn hoofd verrees eenzelfde soort spits als van het Chrysler Building. Op een van de foto's van het bal, staat Van Alen verkleed afgebeeld in een rij van in totaal zes architecten onder wie A. Stewart Walker als het Fuller Building en Leonard Schultze als zijn Waldorf-Astoria Hotel. Op een andere foto staat Van Alen afgebeeld, terwijl zijn vrouw naar hem opkijkt.

### Muziek
Op de cover van Meat Loafs album Bat Out of Hell II: Back Into Hell uit 1993, is een vleermuis te zien, die de top van het Chrysler Building beklimt. Het werk werd gemaakt door Michael Whelan. Daarnaast wordt het Chrysler meerdere malen vernoemd in de liedtekst van onder andere Is Chicago, Is Not Chicago van Soul Coughing, Jet Black van Treat Her Right en Going Home van Luna.